# フィリップ＝ロルカ・ディコルシア
フィリップ＝ロルカ・ディコルシア （Philip-Lorca diCorcia, 1951年 - ）は、アメリカ合衆国の写真家。ドキュメンタリーとフィクションを組み合わせた写真作品で知られる。

## 経歴
コネチカット州ハートフォード出身。ボストン美術館スクール（en:School of the Museum of the Fine Arts, Boston）を経て、1979年イエール大学にてMFA取得。ニューヨーク在住。

## 作品
彼の作品はしばしばシネマトグラフィク（映画的）なタブロー（絵画）写真と評される。事実とフィクションを創造的に組み合わせ、被写体とその寓話的で心理的な意味合いを提示したものである。
1970年代後半から友人や家族を被写体とした室内でのセットアップ写真の制作を開始した。実際は入念に作りこまれたシーンを日常生活のスナップ写真のように撮影した。1989年にNEA（en:National Endowment for the Arts）からのフェローシップを受け、Hustlerプロジェクトとして1990年初期からロサンゼルスにおいてハリウッドの若者や男娼を撮影する。1993年MoMAでStrangersというタイトルで25枚の作品が展示された。写真のタイトルにはそれぞれ被写体の名前、年齢、出身地、そして支払われた撮影料が記載された。
1993-1999年にNY、ローマ、東京、キューバなどの都市で撮影されたStreetwalkシリーズでは、ある街角を事前に決め、通行人をストロボで撮影した。この作品においては通りすがりの通行人の無表情で意図されない動作と偶然性によるドラマチックな瞬間が写し出されている。作品のタイトルは被写体となった都市名のみが用いられ、通行人は都市の匿名者に落とし込まれている。
1999年に開始されたHeadsシリーズでは、タイムズスクエアの交差点に三脚でカメラを立て、頭上にストロボを設置し、通行人に光が当たった瞬間を望遠レンズで撮影した。被写体は撮影されていることに気付いておらず、ポートレートを意識することのない無造作な瞬間が写し出されている。2003年のプロジェクトA Storybook Life では30年に渡るキャリアの中から76枚の写真を選択した。ディコルシアの他のシリーズとは異なり、このシリーズでは家族や生家など彼自身に関係のある被写体が選ばれている。